# Laila Winter
Laila Winter es una saga de literatura fantástica escrita por la autora Bárbara G. Rivero, en la que se relatan los acontecimientos vividos por su protagonista Laila Winter, una niña mitad hada mitad humana, que tras recibir, en su decimosexto cumpleaños, un extraño libro que perteneció a su madre, consigue abrir una puerta al mundo de las hadas.
El argumento se centra en la lucha de Laila por averiguar quién es ella en realidad y al mismo tiempo, en la guerra entre varios reinos del mundo de las hadas, en la que Laila y sus amigas se ven involucradas desde el principio.
La saga, de la que hay publicados cuatro libros (Laila Winter y las Arenas de Solarïe, Laila Winter y los Señores de los Vientos y Laila Winter y la maldición de Ithirïe, Laila Winter y el Corazón de las sombras), concluye con dichos volúmenes.
Desde el lanzamiento del primer libro, por parte de Toromítico, uno de los sellos editoriales de Grupo Almuzara, se convirtió en un éxito de crítica y ventas, y en todo un fenómeno en Internet.
Ha sido traducida y publicada en Polonia por la editorial Pascal.

## Sinopsis
El argumento comienza con la celebración del decimosexto cumpleaños de Laila Winter, una chica irlandesa que, por la peculiaridad de su pelo (es completamente verde) es discriminada por sus compañeros. El regalo de su padre es un extraño libro con cinco gemas en su cubierta, que al parecer perteneció a la madre de Laila. Aparentemente sus páginas están en blanco pero guardan un misterio que le dará entrada al Reino de Solarïe, uno de los cinco que conforman el mundo de Faerïe.
En poco tiempo la trama nos introducirá en un conflicto del pasado que vuelve a despertar con la aparición de Laila en el mundo de las hadas (y con el que su madre tiene mucho que ver) por el que peligrará la existencia de todos y cada uno de los reinos.

## Novelas
Hasta el momento han sido publicadas cuatro novelas.
1. Laila Winter y las Arenas de Solarïe (mayo de 2008). 978-84-96947-25-2
2. Laila Winter y los Señores de los Vientos (noviembre de 2009). 978-84-96947-70-2
3. Laila Winter y la maldición de Ithirïe (mayo de 2010). 978-84-96947-74-0
4. Laila Winter y el Corazón de las sombras (diciembre de 2011). 978-84-96947-87-0

## Protagonistas
- Laila Winter: La protagonista de la novela es medio nemhirie (humana) y medio hada. Tiene el pelo verde y los ojos azules (como su padre). Es una chica con una baja autoestima que es rechazada por todas sus compañeras del internado en el que vive en Inglaterra, no tiene amigos y la única persona con la que ha formado algún lazo es su padre Sean Winter y un amigo de este Sir Richard Armand Brown al que Laila quiere como a un segundo padre, su madre está muerta, o al menos eso es lo que le ha dicho su padre, un hombre devastado por la pérdida de su mujer que vive como un ermitaño sin tener, al igual que su hija, ningún tipo de relación sin embargo el día de su decimosexto cumpleaños Laila viaja a Irlanda donde vive su padre y se encuentra con un hombre totalmente distinto, un hombre alegre y jovial, este cambio se debe a que Sean a conocido a una mujer llamada Monique Soirett, Laila empieza a odiar a la Señorita Soirett desde que se la menciona y cuando la conoce las cosas no mejoran y Laila la desprecia aún más. Es un poco antes en el día de su cumpleaños cuando su padre le hace un regalo que cambiará el mundo de Laila para siempre. Su padre le regala un libro que pertenecía a su madre y que su padre asegura tiene algo mágico pues en cada estación aparecen frases escritas en distintas páginas pero que luego son borradas como por arte de magia, el libro con una portada decorada por cinco grandes gemas (Un diamante, una piedra luna, una aguamarina, un topacio y una amatista) es un portal para acceder al mundo de la hadas: Faerie o como lo llaman las hadas Ïalanthilïan. Es esa noche cuando Laila tras haber tenido uno de los peores días de su vida gracias a Monique, abre el libro y lee en voz alta las palabras que están escritas en una lengua incomprensible y se abre un portal a otro mundo el mundo de las hadas que está dividido por 5 Reinos: Solarïe, Lunarïe, Airïe, Acuarïe y El Reino Blanco (que es el Reino que predomina sobre los demás). Laila cae en Solarïe. Ahí es cuando conoce a las que llegaran a ser las únicas verdaderas amigas que Laila tendrá jamás: Cyinder, Aurige y Nimphia. En el primer libro se descubre que ella es mitad ithirïe, los ithirïes son una raza mágica desaparecida y de la que no quedan casi rastros, Laila vuelve a casa para interrogar a su padre sobre el hecho de ella es un hada, ahí es cuando Sean Winter se ve obligado a contarle la verdad a su hija: Su madre no está muerta, su madre se llamaba Ethera y era la reina de los ithirïes. Él y ella tuvieron una aventura pero después de algún tiempo Ethera tuvo que marcharse por razones que nunca le explicó a Sean, antes de irse Ethera que también era hada le pide a Sean que le corte las alas a Laila para que esta pueda vivir una vida normal. Está cuando se entera de todo lo ocurrido monta en cólera y regresa al mundo de las hadas después de tener una gran discusión con su padre, después de la cual, Laila dice que las cosas nunca volverán a ser iguales entre ellos. En el segundo libro se sabe que Sean tiene planes de boda con Monique lo que hace que la rabia de la Laila hacía su padre aumente. A finales del segundo libro cuando Laila conoce a su madre está la reniega diciendo que esa humana débil no podía ser su hija. Al final de libro tercero Ethera se disculpa con Laila antes de morir. Laila es alguien que se debate entre su mitad humana y su mitad hada, está enamorada de uno de sus compañeros de clase Daniel Kerry que aparentemente siente lo mismo por ella, en el libro tercero Laila deja de ser alguien llena de complejos y aprende a aceptarse a sí misma, gracias a sus amigas y Violeta una shilaya que siente un afecto maternal por Laila.
- Aurige: Es una de las amigas de Laila, Aurige es la princesa del Reino de Lunarïe, ella es descrita como muy pálida, con ojos negros, pelo negro y liso y labios rojos, Aurige tiene, como casi todas la Lunarïes un muy mal carácter, un poco (muy) retorcido y una valentía descomunal. Su madre es la reina de Lunarïe: Titania, con la que no se lleva muy bien. Aurige aprecia mucho a Laila aunque al principio estuviera reacia a ser amiga de una nemhirie (así es como llaman a los humanos), en el segundo libro Aurige es atacada por unos albanthïos unos guardias que le ponen una runa en el cuello que hace que con cada minuto Aurige que siempre ha sido alguien que odia a las shilayas (hadas madrinas) se convierta en una de ellas. Como último recurso Aurige le da una visita a su tía Miranda, que tiene el don o la maldición de Los Ojos de la Muerte, lo que significa que puede ver el futuro y el pasado y puede cambiarlos, con la esperanza de que alguna de sus amigas shilayas le puedan quitar la runa, pues Miranda vive en la ciudad shilaya de Sïdhe (las shilayas son como las hadas madrinas de los cuentos, y por obligación tiene que cumplir los deseos de todos) Miranda obliga a su amiga Violeta a maldecir a su sobrina condenándola a que, "la runa del cuello se le caerá solo cuando dé el primer beso de amor", lo que para Aurige es una maldición terrible pues ella no creé en el amor y no está ni estará nunca dispuesta a casarse o a mantener ninguna relación con nadie. Con lo que Aurige no contaba es con la aparición de Jack Crow este hombre o nemhirie de cabellos oscuros y ojos marrones aparece desde el primer libro como un cazador de hadas por petición que trabaja para alguien que al parecer quiere eliminar a las hadas, sobre todo a Laila, con el tiempo Jack y Aurige sufren varios encontrones que terminan en la última página del libro segundo con un beso que hace que la runa del cuello de Aurige se caiga. En el tercer libro Aurige desarrolla está relación, primero intentando oponerse hacía los sentimientos que tiene hacía él pero después besándole repetidas veces. Sin embargo Jack comete el error de besar a Aurige en frente de su madre Titania que odia a los nemhiries y no está dispuesta a ver a su hija saliendo con uno. Titania en cuanto tiene una oportunidad le lava la memoria a Jack para que no recuerde a Aurige, rompiendo el corazón de esta. A lo largo de los cuatro libros vemos a Aurige cambiar de una hada fría, retorcida y con dificultades para querer a alguien que no sean sus amigas a alguien que se va derritiendo por momentos y que se llega a enamorar de un nemhirie una raza que ella siempre consideró inferior.

- Cyinder : Cyinder es una amiga de Laila, Aurige y Nimphia, Cyinder es la princesa del Reino de Solarïe, su madre la Reina Hellia siempre es criticada por todos, pues es alguien inmaduro, cuyas máximas preocupaciones es el desfile de moda de otoño, Cyinder desea ser reina para así poder revivir Solandis (capital de Solarïe) que ha caído en decadencia este deseo se cumple en el segundo libro cuando su madre le entrega la corona alegando que ella nunca ha sido buena para el reino, que está cansada de que todos la critiquen y que Cyinder debería reinar. Esto causa una grieta en la amistad de este grupo (Laila, Aurige, Nimphia y Cyinder) pues ahora Cyinder tiene que dirigir un reino y no tendrá tiempo para seguir investigando en los muchos misterios que rodean Faerie: los Reinos Perdidos , las Piedras de Firïe, Acuarïe... En el tercer libro la madre de Cyinder pide su Último Deseo que es cuando una reina sacrifica su vida por un deseo, cualquiera, el deseo de la madre de Cyinder es otro sol para Solarïe, que posteriormente se llamara Hellii(en nombre de la Reina). Cyinder queda destrozada, sin embargo se sobrepone y se descubre que está enamorada de Árchero de Blackowls , el hijo de Oberón ( marido de Titania) y que este también siente algo por ella. En el segundo libro, cuando Cyinder es nombrada reina de Solarïe, se deja llevar por sus deseos de convertir Solandis en una gran ciudad y es manipulada por la Reina Maeve (la Reina Blanca, Reina de las Reinas)que con la promesa de hacer que Solarïe brille de nuevo, la hechiza para que esta obedezca a sus órdenes, hasta tal punto que cuando Maeve hechiza a Laila para que esta duerma eternamente, Cyinder no hace nada para ayudar a su amiga. Cyinder es descrita como una rubia de un color tan subido que sólo se podía conseguir en una peluquería, unos ojos dorados y un carácter optimista, feliz y agradable, muy típico de los Solarïes.
- Nimphia: Nimphia es la cuarta integrante del grupo. Es descrita como un hada de cabellos morados y unos ojos azules un poco separados, tiene un carácter pacífico, con un gran interés por los nemhiries y sus costumbres. Nimphia es la hija de la reina Zephira de Airïe (reino al que pertenece)y tiene dos hermanas: Eriel, que en el 2º libro se vuelve en contra de su hermana por los celos que siempre ha sentido hacia ella pues Nimphia era la preferida de su madre, Eriel sometida al igual que Cyinder al hechizo de la Reina Maeve, le entrega a esta el objeto sagrado del Reino: el Arpa de los Vientos, después de este incidente se gana la ira de su hermana, con la que empieza una "guerra", después está Shiza, la hermana menor de Nimphia y Eriel, que no ha querido tomar ningún bando en la lucha de sus hermanas mayores. En el 2º libro cuando la reina Maeve hechiza a Laila para que duerma eternamente, destierra a Nimphia por "ayudar a los traidores Ithirïes (Nïhaliae Ithirïe) y relacionarse con piratas", pues en este libro ella y sus amigas se ven obligadas a luchar al lado de los Señores de Los Vientos, unos piratas buscados por todo Airïe . En el 3º libro hay unas especulaciones de que Nimphia podría sentir algo por uno de los 4 Señores de los Vientos: El Conde de Libis, que es un nemhirie.
- Jack Crow : Un nemhirie que conoce el acceso al mundo de las hadas y que, aparentemente, es una especie de ladrón de guante blanco y secuestrador de hadas por encargo. Es el hijo mayor de Sir Richard Armand Brown (pero nadie lo sabe excepto él, su padre y su hermana)que es a su vez el misterioso personaje que le ordena secuestrar hadas y robar los objetos sagrados de los Reinos. A lo largo del libro se enamora profundamente de Aurige, pero cuando por fin se habían declarado sus sentimientos, Jack besa a Aurige enfrente de su madre la reina Titania, que siente asco hacia los nemhiries y los considera inferiores, así que en cuanto tuvo la oportunidad le borró la memoria a Jack para que no recordara a Aurige, pues según ella él sólo quería el trono de Lunarïe.
- Titania: Es la Reina de Lunarïe y la madre de Aurige, su nombre de Reina es Reina Araña, está casada con Oberón, el rey de Blackowls, un terreno que se considera parte de Lunarïe y sueña con que su hija Aurige se case con el hijo de Oberón: Árchero de Blackowls, que está enamorado de Cyinder. Titania tiene una hermana, Miranda, que estaba enamorada de un general ithirïe, Fahon, pero Titania quería que Miranda se casara con el rey de los Tenebrii: las sombras, unos seres malvados que fueron desterrados de Faerie, pero Miranda no quería esa unión y se acercó demasiado(no se sabe si a propósito)al objeto sagrado de Lunarïe: El Ojo de la Muerte, un objeto capaz de ver el futuro y el pasado y cambiarlos. Cuando Miranda se acercó a los Ojos, estos se integraron en ella, haciéndola ver el futuro lo que le causó la locura, por lo que Titania tuvo que cancelar la boda. Miranda escapó a Sïdhe, el Reino de las shilayas (Hadas madrinas que tienes que cumplir los deseos de todo aquel que le pida algo). Titania se enfureció y cuando los ithirïes fueron condenados al exilio o a la muerte ya que hizo que Fahon fuera condenado a morir en la Torre de Cálime, donde encerraban a los traidores. Miranda nunca se lo perdonó e hizo todo lo posible por vengarse. Titania quiere a su hija más de lo que aparenta, y cuando esta se enamora de un nemhirie, Titania pensando que Jack está tras la corona de Lunarïe, le borra la memoria para que no recuerde a Aurige. Es la primera Reina que se enfrenta a Maeve y por lo que esta la destituye del cargo, haciendo a la Duquesa Geminia (una duquesa de Lunarïe cobarde y ávida de poder) la Reina temporal de este Reino. Titania es descrita como muy bella con piel pálida, ojos negros y boca roja, muy parecida a su hija, con un carácter retorcido, frío y calculador aunque en el fondo no es mala persona.
- Hellia: Es la Reina de Solarïe y la madre de Cyinder, su nombre de reina es Reina Mariposa. Hellia es descrita con pelo rubio casi dorado ojos dorados y una edad aparente de 40 años cuando en realidad tiene varios milenios, tiene un carácter pasivo, superficial, y un buen corazón. Cuando las cosas se ponen dífíciles en el 1º libro (les han robado su objeto sagrado: las arenas de Solarïe) Hellia no sabe que hacer y demuestra que no sabe como llevar el reino, por lo que bajo la influencia-hechizo de Maeve decidió que iba a pedir su último deseo para salvar su Reino (pues ya que las Arenas de Solarïe habían desaparecido los 5 soles de Solandis se estaban apagando). Afortunadamente Laila, Aurige, Nimphia y Cyinder llegan a tiempo con la última Arena para salvar a Hellia. En el 3°º libro Hellia se harta de ser Reina pues no puede soportar más la presión y le entrega la corona a Cyinder, lo cual termina siendo una mala decisión. En el 3º libro la Reina Hellia pide su Último Deseo "para Cyinder", ese deseo es crear otro sol a Solarïe que más tarde es llamado Hellii en honor a la Reina.
- Zephira: Zephira es la Reina de Airïe y la madre de Nimphia, su nombre de reina es Reina Halcón. Nimphia es la única integrante del grupo que tiene una buena relación con su madre. Zephira es descrita con pelo largo y morado y unos ojos azules separados al igual que los de su hija, tiene un carácter inteligente, pacifista y serio, quiere mucho a su hija, sin embargo cuando esta es desterrada Zephira no hace nada.

- Ethera: Es la Reina de los ithirïes, la Reina Serpiente, y la madre de Laila y Nïa, es descrita como bella y como todos los ithirïes con un pelo largo y verde y ojos también verdes. Está sedienta de venganza y no le importa nada, sólo quiere ver a todo Ïalanthilïan sufrir y con ese propósito le ofrece la mano de su hija Nïa al Rey de los Tenebrii. Cuando conoce a Laila por primera vez al final del 2° libro, ella reniega que ese nemhirie fuese su hija. Ethera muere en el 3º libro después de haber destruido por completo Acuarïe convirtiendo el agua en tierra. Al final se descubre que ella quería a Laila.

- Maeve: La Reina Maeve o la vieja Mab, es la Reina del Reino blanco y de todo Ïalanthilïan. Tiene una gran facilidad para controlar a los demás sin que estos se den cuenta, en realidad odia a todos incluyendo a su pueblo y sólo desea ser la Reina absoluta y controlarlo todo.

- Sean Winter: Es el padre de Laila, al principio se dice que es como un ermitaño que nunca superó la partida de Ethera, pero después cuando conoce a Monique Soirett cambia para volverse alguien cariñoso y simpático. Su relación con Laila nunca ha vuelto a ser la misma desde que le contó la verdad sobre su madre. Cuando Laila desparece en Faerie después de que Maeve la haya hechizado, Sean se preocupa mucho demostrando lo mucho que quiere a su hija. Todavía siente algo por Ethera.

- Monique Soirett (Monique Brown): Es la hija de Sir Richard Armand Brown que bajo las órdenes de este, se convierte en la novia de Sean Winter, lo que ella nunca sospechó es que se terminaría enamorando realmente de Sean. Monique es descrita como muy guapa, con el pelo rubio y perfecto y unos ojos azules. Es la hermana de Jack Crow.

- Sir Richard Armand Brown: Es un amigo del padre de Laila y es casi un segundo padre para ella. En el 1º libro se descubre que él es el que ordenó robar las Arenas de Solarïe y casi destruye ese Reino y él que ordenó que secuestraran a Laila (aunque no funcionara). Después en el 2º libro se explican sus razones. En el 3º libro muere. Sir Richard quería más a Laila y a Sean, tanto que a sus hijos los que "vendió".

- Nïa: Nïa es la hermana de Laila, hija de Ethera. Después de morir Miranda se convierte en los Ojos de la Muerte. Su madre la obliga a casarse con el rey de los Tenebrii. Es descrita como muy parecida a Laila pero más joven, como una niña.

## Criaturas
- Hadas: También llamados Gente Bella, ya que odian ser llamados hadas. Son la mayoría de los habitantes de Ialanthïlian, y sus atributos más notables son las alas y los poderes mágicos. Cada hada posee rasgos que son típicos de su reino (pelo rubio los de Solarïe, los de Lunarie son muy pálidos y con el pelo muy negro, etc)
- Nemhirïes: Así es como las hadas llaman a los humanos, tanto a los que viven entre ellos como a los que están en el mundo nemhïrie. El nombre nemhirïe significa "El que no es de Hïria", en recuerdo a este reino que mantuvo una estrecha relación con Ialanthïlian hasta que fue sepultado por los Ithirïes.
- Shilayas: Son lo que los humanos conocemos como Hadas Madrinas. Viven en las Montañas Shilayas, que están en Solarïe, y no gozan de muy buena fama ya que gastan su magia en satisfacer todo deseo que se les formule. Además, son extremadamente cursis, exceptuando a Violeta, que recuerda que cuando ella era Magistra del Invierno, las Shilayas no eran unas hadas tontas, sino unas almas caritativas que querían ayudar a los humanos de Hïria.
- Pixies: Son hadas de pequeño tamaño que viven en el bosque y se caracterizan por tener una voz muy aguda y ser extremadamente molestas.
- Ninfas: Son deidades menores de los bosques que habitan en Blackowls y pasan todo el tiempo de fiesta, aunque hay algunas que forman parte de la corte de la Reina Titania en Nictis.
- Duendes: Su rey es Oberón y son muy parecidos a las hadas lunarïes, solo que menos sombríos y aceptan tener nemhïries cerca. Uno de los duendes es Puck (criado de Oberón) o Árchero (hijo de Oberón)
- Dragones: Son criaturas magníficas y muy poderosas que se hallan en peligro de extinción. Solo quedan tres en toda Ialanthïlian: Ugdrosanthïl y sus dos hermanos. Son muy sabios y se creen más inteligentes que las hadas.
- Arpías: Son enormes aves muy agresivas que tienen el rostro de una mujer horrenda. Viven en Solarïe, en el Caldero de las Arpías, y son muy feroces y ruidosas
- Sombras: También llamados  los tenebrïi. Son habitantes de un reino oscuro que pretende tomar todo Ialanthïlian para que esté bajo su control.
- Ghüls: Son demonios del reino de las sombras que fueron entregados por los tenebrïi al reino de Maeve, y ésta los usó para implantar el orden en todo Faerïe.
- Tuathas: Hadas al servicio de Maeve. Siempre van envueltas en pieles y no tienen boca para que no puedan emitir ningún falso testimonio.
- Albanthios: Hadas blancas que forman parte del ejército de la Reina Maeve (la vieja Mab) y son las encargadas de mantener el orden en todos los reinos feéricos.
- Sirenas: Mujeres con cola de pez que no aparecen físicamente en los libros, pero sí en la geografía de Acuarïe (El Mar de las Sirenas) y son mencionadas en el libro en elgún momento. Sin embargo, en ocasiones, tanto Jack Crow como los dragones se refieren a las hadas acuarïes llamándolas despectivamente sirenas.
- Hombres-tiburón (Akkshairs): Son soldados cuyo rostro es el de un tiburón, y viven en Acuarïe.
- Limnias: Hadas que en algún momento se rebelaron contra Maeve y los Albanthïos y por ello fueron castigadas, ya que los soldados de la vieja Mab les cubrieron partes del cuerpo con runas de hierro y no pueden hablar. Viven fuera de Tirennon y quieren luchar contra Maeve.

## Reinos

### Existentes
- Reino de Solarïe: El reino de los cinco soles.
- Reino de Aquarïe: El reino del agua.
- Reino de Airïe: El reino de los vientos.
- Reino de Lunarïe: El reino de la luna.
- Reino Blanco: El reino del invierno, donde se encuentra la sede del gobierno de todo el mundo de las hadas.En realidad es el reino de Firïe, lo único es que la reina Maeve lo ha cambiado poco a poco, al final del tercer libro se vuelve a convertir en Firïe.

### Desaparecidos
- Reino de Firïe: El reino del fuego.A pesar de que en el tercer libro reaparece.
- Reino de Ithirïe: El reino de la tierra.no se puede acceder a él hasta el tercer libro.